# Torrington (Connecticut)
Torrington város az USA Connecticut államában. Lakosainak száma 35 515 fő (2020. április 1.).

## Népesség
A település népességének változása:

| 2010 | 36 383 |
| 2020 | 35 515 |